# Groupe d'action municipale
Pour les articles homonymes, voir GAM.
Les Groupes d'action municipale (GAM) sont des groupes qui ont été constitués dans des communes de France dans les années 1960 et 1970 par des militants qui considéraient que les partis politiques ne fournissaient pas de réponse adaptée aux besoins sociaux du moment. Ils constituent une expérience de démocratie participative à l'échelle locale. En 1971, on comptait environ 150 GAM à travers la France.

## Historique
Le premier GAM à voir le jour est celui de Grenoble (Hubert Dubedout), entre 1963 et les élections municipales françaises de 1965. Les militants qui le composent viennent d'associations  telles que Vie nouvelle, , Peuple et culture, Économie et humanisme, ou d'unions de quartier, ou encore de syndicats tels que la CFDT, qui partagent un constat de l'inadéquation des réponses des partis politiques de tout bord aux questions d'urbanisme, de politique culturelle et de participation citoyenne à la démocratie. Ces questions sont rendues prépondérantes dans les années 1960 à la suite de l'importante croissance économique des Trente Glorieuses, qui entraîne des modifications sociales profondes.
Les GAM se sont d'abord étendus à Valence et Chambéry, avant de devenir un phénomène national au début des années 1970. Ils ont participé, dans de nombreuses communes, aux élections municipales françaises de 1971 et par la suite, à la gestion de communes.
Les GAM sont fédérés, au niveau national, par le Secrétariat national des groupes d'action municipale dont le siège est à Châtenay-Malabry, dans les Hauts-de-Seine.
Le nom « Groupe d'action municipale », avec ou sans adjonction de toponyme ou inclusion de substantif, et le sigle « GAM », sont déposés auprès de l'Institut national de la propriété industrielle (INPI) au titre des livres IV et VIII du Code de la propriété intellectuelle. Seules peuvent les utiliser les associations ayant adhéré au Secrétariat national et ayant approuvé le manifeste national du mouvement.
Le Secrétariat national des GAM bénéficie d'un double agrément d'État : comme association de protection de la nature, de défense de l'environnement et d'amélioration du cadre de vie, et comme association d'éducation populaire.
Il existe aujourd'hui une trentaine de GAM en France, principalement dans la région « historique » Rhône-Alpes, mais également en Provence, Alsace, Normandie, Pays de la Loire... Bien qu'indépendants des partis politiques, ils de situent néanmoins à l'heure actuelle nettement à gauche. Les GAM toujours actifs se réfèrent au Manifeste de Pontarlier (1975) (lequel les rattachaient au courant socialiste et autogestionnaire) et à celui de Vichy (1987), dont voici des extraits :

« Il apparait qu'un système de valeurs fondé sur le profit et non sur l'utilité sociale ne peut accepter que les hommes deviennent vraiment responsables dans l'entreprise ou dans la cité. C'est pourquoi ils s'appliquent à leur inculquer le respect de la hiérarchie et des situations acquises... Aux côtés des syndicats de travailleurs, des associations et mouvements qui se donnent des objectifs semblables, les GAM préparent dès aujourd'hui, à travers les actions qu'ils mènent, les prises de conscience et les mobilisations nécessaires pour que les citoyens se donnent les moyens d'exercer réellement leur pouvoir...ils aident les citoyens à reconnaître les conflits..qui résultent d'une situation d'inégalité (travailleurs et patrons, locataires et propriétaires,...administrés et "notables"). Ils incitent les citoyens à se regrouper pour affronter ces conflits, renverser les rapports de force »